# РБ Омия Ардия
«РБ Омия Ардия» (яп. RB大宮アルディージャ О:мия Арудийдзя, англ. Omiya Ardija) — японский профессиональный  футбольный клуб из района Омия (южной части бывшего города Омия) города Сайтама одноимённой префектуры.

## История

### Основание, первые годы
Клуб был основан в 1969 году как футбольная секция компании «NTT» под названием «NTT Канто». В начале 1970-х годов играл в любительской футбольной лиге префектуры Сайтама, а в 1974 году дебютирует в  Футбольной лиге Канто. По итогам сезона 1975 года, команда заняла 8-е место и вылетела обратно в лигу префектуры Сайтама, но снова вернулась в лигу Канто в 1980 году. В сезоне 1987/88 дебютирует во втором дивизионе Японской соккер-лиги и участвует в этом турнире вплоть до его упразднения в 1992 году.

### Участие в Японской футбольной лиге
После упразднения Японской соккер-лиги была создана Японская футбольная лига, тоже состоявшая из двух уровней. Первый сезон в ЯФЛ «NTT Канто» провёл в втором дивизионе, где занял 6-е место. В следующем сезоне клуб занял 7-е место. С сезона 1994 года дивизионы ЯФЛ были объединены в один, в этом розыгрыше команда заняла 12-е место. Последующие несколько лет клуб занимал позиции не выше 12-места, кроме сезона 1997 года, который «Канто» завершил на 9-м. Для клуба сезон 1998 года стал последним в ЯФЛ.

### Второй дивизион Джей-лиги
В 1999 году был создан второй дивизион Джей-лиги, в который вошли 8 футбольных клубов из ЯФЛ, в том числе и «Омия». В своем дебютном сезоне команда заняла 6-е место. Следующие 4 сезона клуб занимал позиции не выше 4-го места. В сезоне 2004 года, команда заняла 2 место и получила право выступить в следующем сезоне высшей лиги Японии.

### 9 лет в Джей-лиге
Свой дебютный сезон «Омия Ардия» завершила на 13-м месте. В течение следующих лет клуб занимал позиции преимущественно в нижней части таблицы, ни разу не поднявшись выше 12-го места. А по итогам сезона 2014 года занял 16-е место и впервые в своей истории покинул первый дивизион Джей-лиги.

### Снова вторая Джей-лига, быстрый взлет и дальнейшее падение
В сезоне 2015 года второго дивизиона клуб занимает первое место и уже в следующем сезоне года возвращается в высшую лигу и занимает 5 место, но уже через год по итогам сезона 2017 занимает последнее место и снова оказывается во второй Джей-лиге.
С момента своего возвращения во второй дивизион команда в основном занимала позиции в средней и нижней частях турнирной таблицы. Лишь раз в сезоне 2019 года стала бронзовым призёром и в сезоне 2018 года, когда заняла 5-е место. По итогам сезона  2023 года заняла предпоследнее место и впервые в своей истории вылетела в третий дивизион Джей-лиги. В сезоне 2024 года клуб занял первое место в третьем дивизионе и по итогу вернулся во второй дивизион.

### В системе Ред Булл
В феврале 2024 года появилась информация о заинтересованности австрийской компании «Red Bull» приобрести футбольный клуб из Японии и то, что «Омия Ардия» является основным кандидатом. В июле того же года появилась информация о достижении принципиальной договорённости покупки клуба у текущего владельца. В августе «Ред Булл» официально стал новым владельцем команды, после приобретения 100% акций, компания «NTT» заявила, что всё равно продолжит поддерживать клуб после продажи. «Омия» стала первой японской командой, которой владеет иностранный владелец. В ноябре клуб официально представил новое название и логотип, которые будут официально использоваться с следующего сезона. Технический директор Марио Гомес поставил основные цели команды: в течение следующих нескольких лет вернуться в первую Джей-лигу и стать чемпионами к 2030 году.

## Символы
Символом района Омия и футбольной команды является белка (исп. Ardilla), название «Ардия» является транслитерацией испанского слова ardilla, то есть белка.

### Название
За всё свое сосуществование клуб несколько раз изменял свое название. В 1998 году команда сменила свое название на «Омия Ардия», а в 2025 году была переименована в «РБ Омия Ардия», после того как, её приобрела компания «Ред Булл». В Японии запрещено использовать именования спонсоров в названиях футбольных команд, как и Германии, поэтому в названии присутствуют только инициалы «RB», вместо привычного «Red Bull».

### Логотип

Старый логотип клуба. 1998—2024

Старый логотип клуба выглядел в форме щита напоминавшего английский. В левой верхней части расположены 5 линий, символизирующие исторические дороги, проходящие через город, (включая знаменитую дорогу Накасэндо, которая ведет к храму Хикава, который находится рядом с домашним стадионом). В правой части в оранжевом поле изображена синяя белка, в нижней части располагается название клуба.
Современный логотип команды выглядит как стандартный для команд, входящих в франшизу «Ред Булл»: в виде испанского щита, в верхней части располагается красная надпись «RB», в центре футбольный мяч, с левой и с правой сторон находятся классические красные быки, а в нижней части тёмно-синяя надпись «Omiya Ardija». Сам щит заключен в тёмно-синюю и оранжевую рамки.

### Маскоты
Официальными маскотами клуба являются два бельчонка - Арди и Мия.

### Форма

#### Домашняя
| 1999—2001 | 2001—2002 | 2002—2004 | 2004—2006 | 2006 | 2007 | 2008 | 2009 | 2010 | 2011 | 2012 |
| 2013      | 2014      | 2015      | 2016      | 2017 | 2018 | 2019 | 2020 | 2021 | 2022 | 2023 |
| 2024      | 2025      |           |           |      |      |      |      |      |      |      |

#### Гостевая
| 1999—2001 | 2001—2002 | 2002—2004 | 2004—2006 | 2006 | 2007 | 2008 | 2009 | 2010 | 2011 | 2012 |
| 2013      | 2014      | 2015      | 2016      | 2017 | 2018 | 2019 | 2020 | 2021 | 2022 | 2023 |
| 2024      | 2025      |           |           |      |      |      |      |      |      |      |

#### Резервная
| 2018 |

#### Специальная
| 2018 | 2023 |

Источники:

## Стадион
Клуб проводит свои матчи на стадионе НАК-5 Омия, который вмещает 15 500 человек.

## Взаимоотношения с другими командами
Принципиальным соперником Ардии является Урава Ред Даймондс (Урава Редс), команда из Уравы, другого района города Сайтама. Противостояние этих клубов называют Сайтамским дерби.

## Достижения
- Кубок Шакайдзина[англ.]
  - Победитель: 1981
- Японская региональная футбольная лига чемпионов[англ.]
  - Победитель: 1986
- Второй дивизион Джей-лиги
  - Победитель: 2015
  - Вице-чемпион: 2004
  - Бронзовый призёр: 2019[англ.]
- Третий дивизион Джей-лиги
  - Победитель: 2024[англ.]

## Тренеры
| Тренер                | Период                            |
| --------------------- | --------------------------------- |
| Петер Вербек          | 1 января — 31 декабря 1999        |
| Тосия Миура           | 1 февраля 2000 — 31 декабря 2002  |
| Хенк Дут              | 22 декабря 2001 — 22 декабря 2002 |
| Масааки Канно         | 1 февраля — 13 октября 2003       |
| Эйдзюн Киёкумо        | 14 октября — 31 декабря 2003      |
| Тосия Миура           | 1 февраля 2004 — 31 января 2007   |
| Роберт Вербек         | 31 января — 30 июня 2007          |
| Сатору Сакума         | 1 июля — 31 декабря 2007          |
| Ясухиро Хигути        | 1 февраля 2008 — 31 января 2009   |
| Чанг Ву-Рионг         | 1 февраля 2009 — 26 апреля 2010   |
| Джун Сузуки           | 24 апреля 2010 — 19 мая 2012      |
| Такэюки Окамото и. о. | 31 мая 2012 — 10 июня 2012        |
| Зденко Верденик       | 10 июня 2012 — 11 августа 2013    |
| Такэюки Окамото и. о. | 11 августа — 20 августа 2013      |
| Цутому Огура          | 20 августа — 31 декабря 2013      |
| Киёси Окума           | 1 февраля — 31 августа 2014       |
| Хироки Сибуя          | 31 августа 2014 — 28 мая 2017     |
| Акира Ито             | 29 мая — 5 ноября 2017            |
| Масатада Исии         | 6 ноября 2017 — 31 января 2019    |
| Такуя Такаги          | 1 февраля 2019 — 31 января 2021   |
| Кен Ивасе             | 1 февраля 2021 — 25 мая 2021      |
| Норио Сасаки          | 26 мая 2021 — 9 июня 2021         |
| Масахиро Симода       | 10 июня 2021 — 26 мая 2022        |
| Наоки Сома            | 28 мая 2022 — 19 мая 2023         |
| Масато Харасаки       | 19 мая 2023 — 31 января 2024      |
| Тэцу Нагасава         | 1 февраля 2024 —н. в.             |